# Women’s Premier Ice Hockey League
Die Women’s Premier Ice Hockey League (auch British Women’s  Premier Ice Hockey League) war bis zum Ende der Saison 2014/15 die höchste Fraueneishockeyliga Großbritanniens. Die Durchführung der Liga erfolgt durch die English Ice Hockey Association, den englischen Verband unter dem Dach des britischen Eishockeyverbandes Ice Hockey UK. Von 1991 bis 2005 erhielt die Siegermannschaft des Wettbewerbs den Chairman’s Cup. 2005 wurde dieser zu Ehren und aus Anlass des unerwartet plötzlichen Todes von Bill Britton, nach dem Vorsitzenden der Frauenabteilung der EIHA benannt, der einen großen Beitrag zur Fortentwicklung des Fraueneishockeys leistete. Seitdem wird jährlich die Bill Britton Memorial Trophy vergeben.
Eine Ebene unterhalb der Premier League spielen die Mannschaften der Division I, die in regionale Gruppen gegliedert ist. Seit der Saison 2015/16 ist die Premier League die zweithöchste Klasse im Fraueneishockey.

## Entwicklung der Struktur
Im Jahre 1984 wurde zum ersten Mal eine englische Fraueneishockeyliga ausgetragen. An dieser Women’s English League nahmen zunächst fünf Mannschaften teil. Ab dem Folgejahr wurde sie auf sieben Teilnehmer aufgestockt. Ab 1988 nahm die dann British Women’s League genannte Liga weitere Teams auf und spaltete sich in drei regionale Divisionen mit je vier bis sieben Mannschaften. Aber bereits nach zwei Saisons wurde eine eingleisige oberste Premier Division geschaffen, unterhalb derer zwei regionale Gruppen, die North Division und die South Division gebildet wurden. Mit der Conference League wurde 1995 eine ebenfalls regional gegliederte dritte Ligenebene installiert. Die beiden Erstplatzierten der Divisions bzw. der Conferences spielen untereinander den Sieger der Liga aus.
Der Gewinner des Finales der Divisions hat das Recht, gegen den Premier-League-Letzten um das Startrecht in der höchsten Liga zu spielen.
Ab der Saison 2015/16 wurde als neue höchste Ligaebene die English Womens Elite League über der English Womens Premier Ice Hockey League eingeführt. Diese wurde aus den besten Mannschaften der Premier League gebildet.
Neben der Liga wird zwischen den Mannschaften auch ein Pokalwettbewerb um den Elite Cup zwischen allen Mannschaften im K.-o.-System ausgespielt.

## Titelträger
| Jahr                                            | | | |
| British Women’s Elite League                    | | | |
| 2017/18                                         | Bracknell Queen Bees                                                                                          | Guildford Lightning                                                                                         | Solihull Vixens |
| 2016/17                                         | Bracknell Queen Bees                                                                                          | Solihull Vixens                                                                                             | Guildford Lightning                                                                                                   |
| 2015/16                                         | Bracknell Queen Bees                                                                                          | Sheffield Shadows                                                                                           | Solihull Vixens |
| British Women’s Premier League                  | | | |
| 2014/15                                         | Bracknell Queen Bees                                                                                          | Kingston Diamonds                                                                                           | Sheffield Shadows |
| 2013/14                                         | Kingston Diamonds                                                                                             | Bracknell Queen Bees                                                                                        | Guildford Lightning                                                                                                   |
| 2012/13                                         | Kingston Diamonds                                                                                             | Bracknell Queen Bees                                                                                        | Guildford Lightning                                                                                                   |
| 2011/12                                         | Kingston Diamonds                                                                                             | Guildford Lightning                                                                                         | Bracknell Queen Bees                                                                                                  |
| 2010/11                                         | Bracknell Queen Bees                                                                                          | Sheffield Shadows                                                                                           | Guildford Lightning                                                                                                   |
| 2009/10                                         | Slough Phantoms                                                                                               | Sheffield Shadows                                                                                           | Bracknell Queen Bees                                                                                                  |
| 2008/09                                         | Bracknell Queen Bees                                                                                          | Guildford Lightning                                                                                         | Sheffield Shadows |
| 2007/08                                         | Sheffield Shadows                                                                                             | Slough Phantoms                                                                                             | Bracknell Queen Bees                                                                                                  |
| 2006/07                                         | Bracknell Queen Bees                                                                                          | Newcastle Northern Stars                                                                                    | Slough Phantoms |
| 2005/06                                         | Sheffield Shadows                                                                                             | Newcastle Northern Stars                                                                                    | Bracknell Queen Bees                                                                                                  |
| 2004/05                                         | Bracknell Queen Bees                                                                                          | Sunderland Scorpions                                                                                        | Cardiff Comets |
| 2003/04                                         | Sunderland Scorpions                                                                                          | Guildford Lightning                                                                                         | Slough Phantoms |
| 2002/03                                         | Cardiff Comets                                                                                                | Sunderland Scorpions                                                                                        | Guildford Lightning                                                                                                   |
| 2001/02                                         | Sunderland Scorpions                                                                                          | Guildford Lightning                                                                                         | Bracknell Queen Bees                                                                                                  |
| 2000/01                                         | Guildford Lightning                                                                                           | Slough Phantoms                                                                                             | Bracknell Queen Bees                                                                                                  |
| 1999/2000                                       | Sunderland Scorpions                                                                                          | Nottingham Vipers                                                                                           | Guildford Lightning                                                                                                   |
| 1998/99                                         | Sunderland Scorpions                                                                                          | Slough Phantoms                                                                                             | Guildford Lightning                                                                                                   |
| 1997/98                                         | Sunderland Scorpions                                                                                          | Bracknell Queen Bees                                                                                        | Slough Phantoms |
| 1996/97                                         | Sunderland Scorpions                                                                                          | Bracknell Queen Bees                                                                                        | Swindon Topcats |
| 1995/961                                        | Sunderland Scorpions                                                                                          | Bracknell Queen Bees                                                                                        | Slough Phantoms |
| 1994/95                                         | Sunderland Scorpions                                                                                          | Guildford Lightning                                                                                         | nicht bekannt |
| 1993/94                                         | Bracknell Queen Bees                                                                                          | Slough Phantoms                                                                                             | Swindon Topcats |
| 1992/93                                         | Oxford City Rockets                                                                                           | Bracknell Queen Bees                                                                                        | Halbfinalverlierer: Dundee Royals, Durham Dynamites                                                                   |
| 1991/92                                         | Oxford City Rockets                                                                                           | Bracknell Queen Bees                                                                                        | Halbfinalverlierer: Dundee Royals, Streatham Strikers                                                                 |
| 1990/91                                         | Oxford City Rockets                                                                                           | Bracknell Queen Bees                                                                                        | Streatham Strikers |
| Regionalised British League                     | | | |
| 1989/90                                         | Gewinner der Central Division besiegte die Streatham Strikers in einem Play-off-Spiel 4:1 Oxford City Rockets | Gewinner der South Division unterlag den Oxford City Rockets in einem Play-off-Spiel 1:4 Streatham Strikers | Gewinner der North Division trat nicht gegen die Vertreter der anderen Divisions in Play-offs an Sunderland Scorpions |
| 1988/89                                         | Oxford City Rockets                                                                                           | Streatham Strikers                                                                                          | Sunderland Scorpions                                                                                                  |
| Women’s English League / Women’s England League | | | |
| 1987/88 1                                       | Streatham Strikers                                                                                            | Oxford City Rockets                                                                                         | Solihull Vixens |
| 1986/87 1                                       | Oxford City Rockets                                                                                           | Streatham Strikers                                                                                          | Peterborough Ravens                                                                                                   |
| 1985/86 1                                       | Streatham Strikers                                                                                            | Peterborough Ravens                                                                                         | Solihull Vixens |
| 1984/85 1                                       | Peterborough Ravens                                                                                           | Solihull Vixens                                                                                             | Brighton Amazons |
| 1983/84 2                                       | 1. Platz: Peterborough Ravens & Solihull Vixens                                                               | 1. Platz: Peterborough Ravens & Solihull Vixens                                                             | 1. Platz: Peterborough Ravens & Solihull Vixens                                                                       |